# Храм Сатурна (Римский форум)

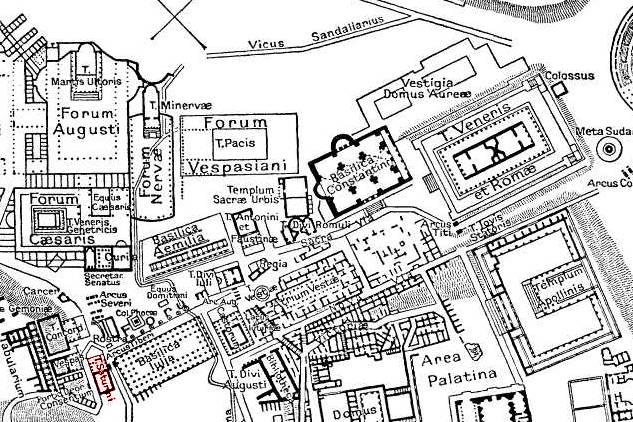
Расположение храма Сатурна на форуме

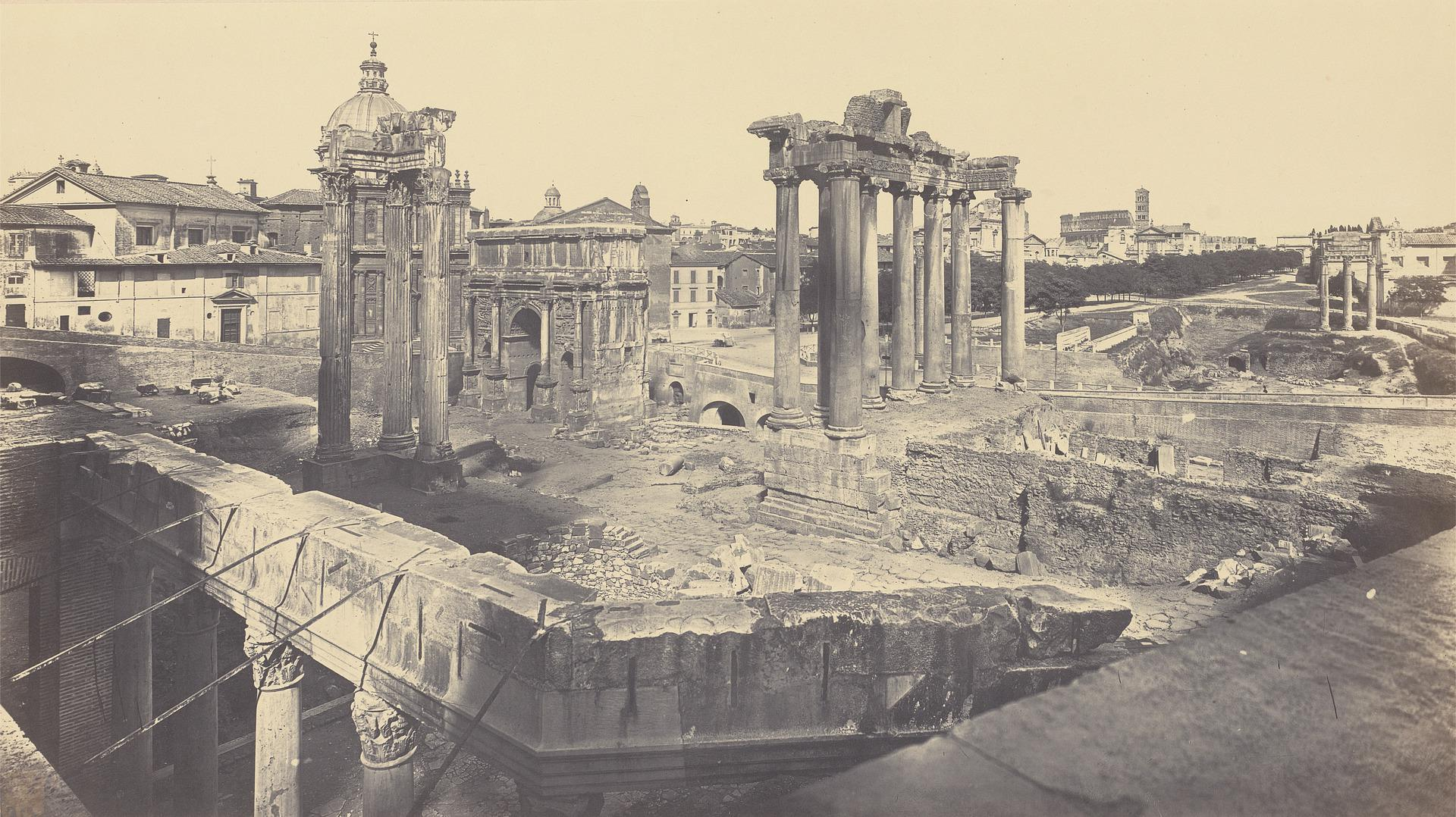
Форум. Храм Сатурна. Около 1860 г.

Храм Сатурна (лат. Templum Saturni, лат. Aedes Saturnus, итал. Tempio di Saturno) — храм на Римском форуме, один из древнейших храмов Рима.
Храм в честь бога Сатурна был воздвигнут около 489 года до н. э. вскоре после победы над этрусскими царями из рода Тарквиниев. Храм несколько раз сгорал, так, в 42 году до н. э. он заново был отстроен после пожара консулом Мунацием Планком. Ему приписывается возведение подиума, полностью покрытого травертином (40 м в длину, 22,50 — в ширину и 9 — в высоту). Храм был вновь отреставрирован после пожара во время правления Карина (283 год н. э.). Надпись на фризе подтверждает это: лат. Senatus populusque romanus incendio consumptum restituit — «Сенат и народ Рима уничтоженное пожаром восстановили».
Храм представлял собой тип псевдопериптера с колоннадой ионического ордера на подиуме. От травертинового основания отходил выступ здания с двумя подиумами, разделёнными лестницей, ведущей к храму; внутри одного из них во времена Республики находилась римская казна и документы о государственных доходах и долгах (эрарий), поэтому храм также называли «эрарий» (лат. aerarium). От казначейства сохранилось возвышение, идущее вдоль всей стороны, обращённой к Форуму. В целле хранилась статуя бога Сатурна, которую носили во время процессий по случаю триумфальных торжеств.
Возле храма 17 декабря начинался ежегодный праздник Сатурналий. До наших дней сохранилось лишь несколько колонн ионического ордера, относящиеся к постройке 283 года.